# Großer Preis von Großbritannien 1958
Der Große Preis von Großbritannien 1958 (offiziell 11th RAC British Grand Prix) fand am 19. Juli auf dem Silverstone Circuit in Silverstone statt und war das siebte Rennen der Automobil-Weltmeisterschaft 1958.

## Bericht

### Hintergrund
Nach dem Karriereende von Juan Manuel Fangio gab es für den Rest der Saison keinen Weltmeister mehr im Fahrerfeld, einen Zustand der noch bis zum Ende der Automobil-Weltmeisterschaft 1959 anhielt und im Anschluss erst in der Formel-1-Weltmeisterschaft 1994 wieder eintrat. Zuvor gab es diesen Fall nur in der Automobil-Weltmeisterschaft 1950, der ersten Automobil-Weltmeisterschaft.
Nach dem tödlichen Unfall von Luigi Musso beim Großen Preis von Frankreich 1958 trat Ferrari nur noch mit drei Wagen an, Peter Collins, dessen Stammplatz bei der Scuderia Ferrari in Frage stand, war von diesem Rennen an wieder ein festes Teammitglied. Neben Collins fuhren Mike Hawthorn und Wolfgang Graf Berghe von Trips für Ferrari.
Während B.R.M. und Vanwall mit unveränderter Fahrerpaarung an den Start ging, gab es Änderungen bei Lotus und Cooper. Ian Burgess fuhr sein erstes Formel-1-Rennen für Cooper, bei Lotus debütierte Alan Stacey. Für Stacey und seinen Teamkollegen Graham Hill wurde jeweils der neue Lotus 16 eingesetzt, Cliff Allison fuhr noch mit dem Vorgängermodell Lotus 12.
Erneut starteten mehrere Fahrer mit privaten Wagen, Maurice Trintignant fuhr für das Rob Walker Racing Team in einem älteren Cooper T43, mit dem das Team die ersten beiden Saisonrennen gewann. Die Scuderia Centro Sud war mit zwei Maserati 250F für den Großen Preis von Großbritannien 1958 gemeldet, Carroll Shelby und Gerino Gerini waren die Fahrer. Außerdem trat Jo Bonnier in einem privaten Maserati 250F beim Rennen an. Der spätere Formel-1-Chef, Bernie Ecclestone versuchte nach dem Großen Preis von Monaco 1958 sich ein zweites und letztes Mal für einen Grand Prix zu qualifizieren. In seinem eigenen Team, mit zwei gekauften Connaught Type B, und den Teamkollegen Jack Fairman und Ivor Bueb war er für das Rennen gemeldet.
In der Fahrerwertung lag Hawthorn gleichauf mit Vanwall-Fahrer Stirling Moss, in der Fahrerwertung führte Ferrari mit sechs Punkten Vorsprung vor Vanwall. Ferrari gewann den Großen Preis von Großbritannien in Silverstone in den Jahren zuvor fünfmal in Folge, es nahm allerdings kein ehemaliger Sieger dieses Rennens teil.

### Training
Das Training verlief ausgeglichen zwischen den Top-Teams. Fünf verschiedene Wagen qualifizierten sich auf den ersten fünf Startplätzen, schnellster Fahrer war Moss im Vanwall. Für Vanwall war dies die dritte Pole-Position der Saison, für Moss die erste. Neben Moss qualifizierte sich Harry Schell im B.R.M. für die erste Startreihe, Roy Salvadori im Cooper wurde dritter. Auf Platz vier, mit einer Sekunde Rückstand auf die Pole-Zeit, qualifizierte sich Hawthorn, Moss größter Rivale im Duell um den Fahrertitel. Allison, der die gleiche Zeit wie Hawthorn fuhr, wurde Fünfter, da er seine schnellste Zeit nach Hawthorn aufstellte. Erneut bewies er, dass der ältere Lotus 12 schneller als sein Nachfolger, der Lotus 16 war, denn Hill qualifizierte sich lediglich auf Platz 14, Stacey wurde hingegen sogar Letzter in der Startaufstellung.
Im Mittelfeld belegte Collins Platz sechs vor Lewis-Evans auf Vanwall und Jean Behra auf B.R.M. Moss Teamkollege Tony Brooks und Cooper-Fahrer Jack Brabham komplettierten die ersten Zehn. Bester Fahrer derjenigen mit privaten Wagen war Trintignant auf Startplatz 12. Für das Ecclestone Team qualifizierten sich sowohl Bueb als auch Fairman. Ecclestone selbst fuhr keine Zeit im Training, überließ seinen Wagen Fairman und beendete im Anschluss seine kurze Karriere als Fahrer. Er konzentrierte sich in den folgenden Jahrzehnten auf seine Rolle als Teamchef.

### Rennen
Das Startduell entschied Collins für sich, von Platz sechs startend überholte er fünf Kontrahenten bereits in der ersten Rennrunde und führte das Rennen anschließend bis zur Zieldurchfahrt an. Moss belegte nach der ersten Rennrunde den zweiten Platz, vor Hawthorn, Brooks, Schell und Salvadori, die sich um Position drei duellierten. In den folgenden Runden setzte sich Collins kontinuierlich von seinen Kontrahenten ab, hinter ihm lag Moss vor Hawthorn, währenddessen Schell und Salvadori den Anschluss an die ersten drei Wagen verloren.
Den ersten Ausfall des Rennens gab es in Runde sieben. Fairman schied mit einer defekten Zündung aus. Anschließend begannen technische Probleme bei den Wagen von Lotus aufzutreten, Hill schied in Runde 17 aus, Stacey folgte nur zwei Runden später. Wie schon bei seinem Teamkollegen Hill zuvor, resultierte in Runde 21 fehlender Öldruck zum Rennende für Allison, wodurch alle drei Lotus Wagen ausgeschieden waren. In Runde 19 streikte das Getriebe von Bueb, wodurch auch das Team von Ecclestone keinen Wagen ins Ziel brachte. In der gleichen Runde überfuhr Behra einen Hasen, der die Strecke überquerte und fing sich damit einen Plattfuß ein, der ihn zum frühzeitigen Rennende zwang. Die Ausfallserie wurde dann in Runde 25 fortgesetzt, Moss erlitt auf Position zwei liegend einen Motorschaden.
Durch den Ausfall von Moss fuhr Collins ein ungefährdetes Rennen auf Platz eins, hinter ihm lag sein Teamkollege Hawthorn, der jedoch einige Runden später einen Boxenstopp benötigte, um Öl nachzufüllen. Lewis-Evans hatte sich bis auf Platz drei vorgekämpft, verlor diese Position jedoch an Salvadori. Hawthorn kam nach seinem Boxenstopp knapp vor Salvadori zurück auf die Strecke, er hielt Platz zwei jedoch bis zum Rennende, da Salvadori sich im Zweikampf mit Lewis-Evans behaupten musste. Mit Burgess, Gerini, Bonnier und Graf Berghe von Trips schieden weitere vier Fahrer aus, lediglich neun Fahrer erreichten das Ziel.
Für Collins war es der dritte und letzte Sieg seiner Karriere. Ein Rennen später, beim Großen Preis von Deutschland 1958 verunfallte er tödlich. Für Ferrari war es der zweite Sieg in Folge, doch der letzte in der Formel-1-Saison 1958. Außerdem war dies der letzte Sieg für den Reifenhersteller Englebert. Ferrari beendete mit dem Großen Preis von Großbritannien 1958 eine Siegesserie von sechs Siegen in Folge auf dieser Strecke, die beim Großen Preis von Großbritannien 1951 mit dem ersten Ferrari-Sieg ihrer Teamgeschichte begann. Den nächsten Sieg in Silverstone erreichte Ferrari erst wieder Jahrzehnte später, als Alain Prost den Großen Preis von Großbritannien 1990 gewann.
Hawthorn hatte im Ziel 24 Sekunden Rückstand auf Collins, übernahm mit Position zwei jedoch die Führung in der Fahrerwertung. Durch den zusätzlichen Punkt für das Fahren der schnellsten Rennrunde baute Hawthorn somit seinen Vorsprung auf Moss auf sieben Punkte aus. Collins verbesserte sich durch den Sieg auf Platz drei. Salvadori komplettierte das Podium, seine erste von insgesamt zwei Podest-Platzierungen. Lewis-Evans auf Platz vier und Schell auf Platz fünf erhielten ebenfalls Punkte. Wie im Rennen zuvor, verpasste Brabham die Punkteränge mit Position sechs knapp. In der Konstrukteurswertung blieben alle Platzierungen unverändert, Ferrari baute den Vorsprung auf Vanwall auf elf Punkte aus. Bei noch vier ausstehenden Saisonrennen waren beide Wertungen völlig offen und jeder hatte noch die theoretische Möglichkeit Weltmeister zu werden.

## Meldeliste
| Team                     | Nr. | Fahrer                         | Chassis            | Motor           | Reifen |
| ------------------------ | --- | ------------------------------ | ------------------ | --------------- | ------ |
| Scuderia Ferrari         | 01  | Peter Collins                  | Ferrari Dino 246F1 | Ferrari 2.4 V6  | E      |
| Scuderia Ferrari         | 02  | Mike Hawthorn                  | Ferrari Dino 246F1 | Ferrari 2.4 V6  | E      |
| Scuderia Ferrari         | 03  | Wolfgang Graf Berghe von Trips | Ferrari Dino 246F1 | Ferrari 2.4 V6  | E      |
| Rob Walker Racing Team   | 04  | Maurice Trintignant            | Cooper T43         | Climax 2.0 L4   | D      |
| Scuderia Centro Sud      | 05  | Carroll Shelby                 | Maserati 250F      | Maserati 2.5 L6 | P      |
| Scuderia Centro Sud      | 06  | Gerino Gerini                  | Maserati 250F      | Maserati 2.5 L6 | P      |
| Vandervell Products Ltd  | 07  | Stirling Moss                  | Vanwall VW57       | Vanwall 2.5 L4  | D      |
| Vandervell Products Ltd  | 08  | Tony Brooks                    | Vanwall VW57       | Vanwall 2.5 L4  | D      |
| Vandervell Products Ltd  | 09  | Stuart Lewis-Evans             | Vanwall VW57       | Vanwall 2.5 L4  | D      |
| Cooper Car Company       | 10  | Roy Salvadori                  | Cooper T45         | Climax 2.2 L4   | D      |
| Cooper Car Company       | 11  | Jack Brabham                   | Cooper T45         | Climax 2.0 L4   | D      |
| Cooper Car Company       | 12  | Ian Burgess                    | Cooper T45         | Climax 2.0 L4   | D      |
| BC Ecclestone            | 14  | Jack Fairman                   | Connaught Type B   | Alta 2.5 L4     | D      |
| BC Ecclestone            | 14  | Bernie Ecclestone              | Connaught Type B   | Alta 2.5 L4     | D      |
| BC Ecclestone            | 15  | Ivor Bueb                      | Connaught Type B   | Alta 2.5 L4     | D      |
| Team Lotus               | 16  | Graham Hill                    | Lotus 16           | Climax 2.0 L4   | D      |
| Team Lotus               | 17  | Cliff Allison                  | Lotus 12           | Climax 2.2 L4   | D      |
| Team Lotus               | 18  | Alan Stacey                    | Lotus 16           | Climax 2.0 L4   | D      |
| Owen Racing Organisation | 19  | Jean Behra                     | BRM P25            | BRM 2.5 L4      | D      |
| Owen Racing Organisation | 20  | Harry Schell                   | BRM P25            | BRM 2.5 L4      | D      |
| Jo Bonnier               | 36  | Jo Bonnier                     | Maserati 250F      | Maserati 2.5 L6 | P      |

Anmerkungen
1. 1 2  Beide Fahrer waren auf den Wagen gemeldet, Jack Fairman fuhr ihn im Training und im Rennen.

## Klassifikationen

### Qualifying
| Pos. | Fahrer                         | Konstrukteur   | Zeit   | Start |
| ---- | ------------------------------ | -------------- | ------ | ----- |
| 01   | Stirling Moss                  | Vanwall        | 1:39,4 | 01    |
| 02   | Harry Schell                   | B.R.M.         | 1:39,8 | 02    |
| 03   | Roy Salvadori                  | Cooper-Climax  | 1:40,0 | 03    |
| 04   | Mike Hawthorn                  | Ferrari        | 1:40,4 | 04    |
| 05   | Cliff Allison                  | Lotus-Climax   | 1:40,4 | 05    |
| 06   | Peter Collins                  | Ferrari        | 1:40,6 | 06    |
| 07   | Stuart Lewis-Evans             | Vanwall        | 1:41,4 | 07    |
| 08   | Jean Behra                     | B.R.M.         | 1:41,4 | 08    |
| 09   | Tony Brooks                    | Vanwall        | 1:41,6 | 09    |
| 10   | Jack Brabham                   | Cooper-Climax  | 1:42,0 | 10    |
| 11   | Wolfgang Graf Berghe von Trips | Ferrari        | 1:42,0 | 11    |
| 12   | Maurice Trintignant            | Cooper-Climax  | 1:42,6 | 12    |
| 13   | Jo Bonnier                     | Maserati       | 1:43,0 | 13    |
| 14   | Graham Hill                    | Lotus-Climax   | 1:43,0 | 14    |
| 15   | Carroll Shelby                 | Maserati       | 1:44,2 | 15    |
| 16   | Ian Burgess                    | Cooper-Climax  | 1:45,4 | 16    |
| 17   | Ivor Bueb                      | Connaught-Alta | 1:51,4 | 17    |
| 18   | Gerino Gerini                  | Maserati       | 1:53,0 | 18    |
| 19   | Jack Fairman                   | Connaught-Alta | 1:58,8 | 19    |
| 20   | Alan Stacey                    | Lotus-Climax   | 1:58,8 | 20    |

### Rennen
| Pos. | Fahrer                         | Konstrukteur   | Runden | Stopps | Zeit       | Start | Schnellste Runde |
| ---- | ------------------------------ | -------------- | ------ | ------ | ---------- | ----- | ---------------- |
| 01   | Peter Collins                  | Ferrari        | 75     |        | 2:09:04,2  | 06    |                  |
| 02   | Mike Hawthorn                  | Ferrari        | 75     |        | + 24,2     | 04    | 1:40,8           |
| 03   | Roy Salvadori                  | Cooper-Climax  | 75     |        | + 50,6     | 03    |                  |
| 04   | Stuart Lewis-Evans             | Vanwall        | 75     |        | + 50,6     | 07    |                  |
| 05   | Harry Schell                   | B.R.M.         | 75     |        | + 1:14,8   | 02    |                  |
| 06   | Jack Brabham                   | Cooper-Climax  | 75     |        | + 1:23,2   | 10    |                  |
| 07   | Tony Brooks                    | Vanwall        | 74     |        | + 1 Runde  | 09    |                  |
| 08   | Maurice Trintignant            | Cooper-Climax  | 73     |        | + 2 Runden | 12    |                  |
| 09   | Carroll Shelby                 | Maserati       | 72     |        | + 3 Runden | 15    |                  |
| –    | Wolfgang Graf Berghe von Trips | Ferrari        | 59     |        | DNF        | 11    |                  |
| –    | Jo Bonnier                     | Maserati       | 49     |        | DNF        | 13    |                  |
| –    | Gerino Gerini                  | Maserati       | 43     |        | DNF        | 18    |                  |
| –    | Ian Burgess                    | Cooper-Climax  | 40     |        | DNF        | 16    |                  |
| –    | Stirling Moss                  | Vanwall        | 25     |        | DNF        | 01    |                  |
| –    | Cliff Allison                  | Lotus-Climax   | 21     |        | DNF        | 05    |                  |
| –    | Ivor Bueb                      | Connaught-Alta | 19     |        | DNF        | 17    |                  |
| –    | Jean Behra                     | B.R.M.         | 19     |        | DNF        | 08    |                  |
| –    | Alan Stacey                    | Lotus-Climax   | 19     |        | DNF        | 20    |                  |
| –    | Graham Hill                    | Lotus-Climax   | 17     |        | DNF        | 14    |                  |
| –    | Jack Fairman                   | Connaught-Alta | 7      |        | DNF        | 19    |                  |

## WM-Stand nach dem Rennen
Die ersten fünf des Rennens bekamen 8, 6, 4, 3, 2 Punkte. Der Fahrer mit der schnellsten Rennrunde erhielt zusätzlich 1 Punkt. Es zählten nur die sechs besten Ergebnisse aus elf Rennen. In der Konstrukteurswertung zählten nur die Punkte des bestplatzierten Fahrers.

### Fahrerwertung
| Pos. | Fahrer                         | Konstrukteur              | Punkte |
| ---- | ------------------------------ | ------------------------- | ------ |
| 01   | Mike Hawthorn                  | Ferrari                   | 30     |
| 02   | Stirling Moss                  | Cooper-Climax / Vanwall   | 23     |
| 03   | Peter Collins                  | Ferrari                   | 14     |
| 04   | Luigi Musso †                  | Ferrari                   | 12     |
| 05   | Harry Schell                   | Maserati / B.R.M.         | 12     |
| 06   | Maurice Trintignant            | Cooper-Climax             | 8      |
| 07   | Jimmy Bryan                    | Salih/Epperly-Offenhauser | 8      |
| 08   | Tony Brooks                    | Vanwall                   | 8      |
| 09   | Roy Salvadori                  | Cooper-Climax             | 7      |
| 10   | Juan Manuel Fangio             | Maserati                  | 7      |
| 11   | Stuart Lewis-Evans             | Vanwall                   | 7      |
| 12   | George Amick                   | Epperly-Offenhauser       | 6      |
| 13   | Jean Behra                     | Maserati / B.R.M.         | 6      |
| 14   | Johnny Boyd                    | Kurtis-Offenhauser        | 4      |
| 15   | Tony Bettenhausen              | Epperly-Offenhauser       | 4      |
| 16   | Wolfgang Graf Berghe von Trips | Ferrari                   | 4      |
| 17   | Jack Brabham                   | Maserati                  | 3      |
| 18   | Cliff Allison                  | Lotus-Climax              | 3      |
| 19   | Jim Rathmann                   | Epperly-Offenhauser       | 2      |

| Pos. | Fahrer                   | Konstrukteur   | Punkte |
| ---- | ------------------------ | -------------- | ------ |
| 20   | Olivier Gendebien        | Ferrari        | 0      |
| 21   | Carlos Menditéguy        | Maserati       | 0      |
| 22   | Carroll Shelby           | Maserati       | 0      |
| 23   | Phil Hill                | Maserati       | 0      |
| 24   | Maria Teresa de Filippis | Maserati       | 0      |
| 25   | Paco Godia               | Maserati       | 0      |
| 26   | Horace Gould             | Maserati       | 0      |
| 27   | Jo Bonnier               | Maserati       | 0      |
| 28   | Carel Godin de Beaufort  | Porsche        | 0      |
| 29   | Gerino Gerini            | Maserati       | 0      |
| 30   | Troy Ruttman             | Maserati       | 0      |
| –    | Ian Burgess              | Cooper-Climax  | 0      |
| –    | Ivor Bueb                | Connaught-Alta | 0      |
| –    | Graham Hill              | Lotus-Climax   | 0      |
| –    | Giorgio Scarlatti        | Maserati       | 0      |
| –    | Wolfgang Seidel          | Maserati       | 0      |
| –    | Alan Stacey              | Lotus-Climax   | 0      |
| –    | Masten Gregory           | Vanwall        | 0      |
| –    | Jack Fairman             | Connaught-Alta | 0      |

### Konstrukteurswertung
| Pos. | Konstrukteur  | Punkte |
| ---- | ------------- | ------ |
| 01   | Ferrari       | 36     |
| 02   | Vanwall       | 25     |
| 03   | Cooper-Climax | 23     |
| 04   | B.R.M.        | 12     |

| Pos. | Konstrukteur   | Punkte |
| ---- | -------------- | ------ |
| 05   | Maserati       | 6      |
| 06   | Lotus-Climax   | 3      |
| 07   | Porsche        | 0      |
| 08   | Connaught-Alta | 0      |